# José Manuel Caballero Serrano
José Manuel Caballero Serrano (Alcolea de Calatrava, 6 de julio de 1970) es un político español del Partido Socialista Obrero Español (PSOE), vicepresidente segundo de la Junta de Comunidades de Castilla-La Mancha desde 2023. Fue presidente de la Diputación Provincial de Ciudad Real durante dos legislaturas. Es secretario general del PSOE en la provincia de Ciudad Real.